# Record of Grancrest War
Grancrest Senki (グランクレスト戦記, Gurankuresuto Senki, litt. « Histoire de la guerre du Crancrest »), aussi connue sous son nom anglais Record of Grancrest War, est une série de light novels japonais écrite par Ryō Mizuno et illustrée par Miyū. Dix volumes ont été publiés par Fujimi Shobo sous sa marque de publication Fujimi Fantasia Bunko entre le 20 août 2013 et le 20 mars 2018.
Une adaptation manga de Makoto Yotsuba a commencé sa publication en juin 2016 dans le Young Animal, un magazine de seinen manga de Hakusensha ; elle s'est conclue en juin 2019. Pika Édition a édité la version française de la série,.
Une adaptation en une série télévisée d'animation par le studio A-1 Pictures est diffusée au Japon entre janvier et juin 2018,. Deux jeux vidéo sont sortis en juin 2018, l'un sur la PS4 et l'autre sur mobile,.

## Synopsis
Dans un continent menacé par des démons d'une autre dimension appelée « Chaos » (混沌, Kaosu), la noblesse a riposté en utilisant des « Crests » (聖印, Kuresuto), ce qui leur a donné des pouvoirs surhumains. Cependant, plutôt que d'unir leurs forces pour mettre fin au Chaos, les nobles se sont affrontés pour gagner plus de pouvoirs et de terres. L'histoire suit la vie de Siluca Meletes, une jeune magicienne qui méprise les seigneurs féodaux pour avoir abandonné leur peuple, et de Theo Cornaro, un chevalier errant et détenteur de Crest qui tente de libérer sa ville natale de son tyran. En unissant leurs forces, Siluca, Theo et leurs alliés se battent ensemble pour mettre fin aux guerres entre la noblesse et en finir avec le Chaos.

## Personnages
Theo Cornaro (テオ・コルネーロ, Teo Korunēro)
Voix japonaise : Kentarō Kumagai,
Un des personnages principaux. Il possède un Crest qu'il a reçu en battant un monstre, alors qu'il n'est possible que d'en obtenir via un transfert d'un autre porteur de Crest. Il a un idéal pour apporter la paix au monde, que Siluca promet de l'aider à atteindre. Pendant leur voyage dans une forêt et qu'ils se sont abrités de la pluie, il lui a avoué ses sentiments.
Siluca Meletes (シルーカ・メレテス, Shirūka Meretesu)
Voix japonaise : Akari Kitō,
Le deuxième personnage principal. Une jeune magicienne qui a d'énormes talents, et souhaite mettre fin à la querelle des seigneurs. Elle est la première à conclure un accord avec Theo, et possède un chat familier qui est le roi du royaume des chats pouvant voyager à travers les ombres. Lors qu'ils se sont abrités de la pluie au cours d'un voyage à travers une forêt, Theo s'est déclaré à cette dernière, qui lui a répondu que ses sentiments étaient réciproques.
Irvin (アーヴィン, Āvin)
Voix japonaise : Yūichi Nakamura,
Un guerrier du Chaos (邪紋使い, Jamontsukai), qui a un pouvoir qui lui confère des capacités de combat extrêmes. Il est également l'un des plus forts, tenant le titre de « Chamberlain », étant l'un des gardes des Archiducs (le plus haut niveau de détenteurs de Crest). Ses mouvements sont généralement insaisissables aux yeux des personnes non-expérimentés. Il devient le garde de Siluca après avoir réalisé ses capacités alors qu'elle était la seule à reconnaître le danger du Chaos qui a tué les deux Archiducs.
Aishela (アイシェラ, Aishera)
Voix japonaise : Reina Ueda,
Une amie de Siluca, et aussi une guerrière du Chaos, ainsi qu'une combattante de première classe. Elle présente de temps en temps des traits psychopathiques pervertis et doux. Elle soutient Siluca dans sa quête pour la paix.
Lassic David (ラシック・ダビッド, Rashikku Dabiddo)
Voix japonaise : Satoshi Hino,
Un ancien détenteur de Crest et seigneur du domaine de Sievis, un territoire frontalier à celui de Theo. Après avoir été vaincu par ce dernier, il choisit de le servir et de lui laisser son but de la conquête de toutes les nations car il croit que Theo a le pouvoir de le faire.
Moreno Dortous (モレーノ・ドルトゥス, Morēno Dorutusu)
Voix japonaise : Yoshitsugu Matsuoka,
Un mage au service de Lassic et un ancien aîné de Siluca à l'Académie des mages. Il est également l'un des seuls mages à bien maîtriser le maniement de l'épée car il croit que les mages doivent aussi maintenant combattre en première ligne. Avec cela, il est capable de maîtriser Siluca.
Priscilla Farnese (プリシラ・ファルネーゼ, Purishira Farunēze)
Voix japonaise : Natsumi Takamori,
Une prêtresse de l'Église du Saint Crest, elle est en réalité la fille du fondateur de l'Église, Ernesto Farnese. Elle exprime son espoir qu'elle peut aider le Seigneur Theo avec ce qu'elle voit comme sa « bataille divine pour soumettre le Chaos ». Elle possède un Crest en trois dimensions appelée le Saint Graal qu'elle utilise pour guérir les gens.
Emma (エマ, Ema)
Voix japonaise : Minori Suzuki,
La sœur jumelle de Luna et la fille de Clara, la reine des lycanthropes. Après la mort de leur mère, elles ont choisi de devenir les domestiques de Theo.
Luna (ルナ, Runa)
Voix japonaise : Megumi Nakajima,
La sœur jumelle d'Emma et la fille de Clara, la reine des lycanthropes. Avec sa sœur, elles sont devenues les domestiques de Theo à la suite du décès de leur mère.
Eon (イオン, Ion)
Voix japonaise : Tatsuhisa Suzuki
Un lycanthrope et le grand-frère d'Emma et de Luna. Il est à la tête du clan après le décès de sa mère Clara.
Marrine Kreische (マリーネ・クライシェ, Marīne Kuraishe)
Voix japonaise : Ai Kayano,
La Margrave maintenant responsable de l'Alliance industrielle après que son père, l'archiduc, a été tué avec l'archiduc de l'Union fantasmagorique le jour de ses noces. Alors qu'elle est toujours amoureuse d'Alexis, les tensions politiques entre l'Alliance et l'Union ont fait qu'elle ne peut plus parler avec Alexis dans un cadre paisible. En outre, son vœu d'honorer la mémoire de son père en tant que chef de l'Alliance l'a posé sur le sentier de la guerre ; ce qui lui fait croire que son amour pour Alexis est impossible à maintenir.
Aubeste Meletes (アウベスト・メレテス, Aubesuto Meretesu)
Voix japonaise : Satoshi Mikami,
Le chef des mages pour l'Alliance industrielle et le père adoptif de Siluca. Il est le mage de Marrine. Même s'il aime Siluca, il a toujours mis son devoir avant la famille.
Layla (レイラ, Reira)
Voix japonaise : Ayane Sakura,
Une domestique de Marrine Kreische.
Cammy (カミィ, Kamyi)
Voix japonaise : Ari Ozawa,
Également l'une des domestiques de Marrine.
Alexis Doucet (アレクシス・ドゥーセ, Arekushisu Dūse)
Voix japonaise : Yūichi Iguchi,
Fils du défunt archiduc de l'Union fantasmagorique. Un idéaliste et romantique, il devait épouser Marrine Kreische jusqu'à ce qu'un seigneur a réduit à néant son mariage et a tué leurs deux pères, cet événement est plus tard connu sous le nom de la Tragédie de la basilique. Alors qu'il est profondément amoureux de Marrine et souhaite l'épouser, le désastre de leur mariage et les querelles politiques ont presque tout rendu impossible pour l'atteindre.
Villar Constance (ヴィラール・コンスタンス, Virāru Konsutansu)
Voix japonaise : Takahiro Sakurai,
Le comte d'Altirk et le cousin de Marrine malgré son appartenance pour l'Union fantasmagorique. Il est connu comme étant un seigneur obscène pour sceller des pactes qu'avec de jeunes magiciennes alors qu'en réalité, il s'agit d'un subterfuge pour les protéger contre ceux qui craignent leurs pouvoirs. Il les libère plus tard de leur pacte à 25 ans pour leur permettre de se marier. Il était le seigneur de Siluca lorsqu'elle était en chemin pour le rejoindre jusqu'à ce qu'elle rencontre Theo. Il a été tué par les renforts de Marrine à la suite d'un assaut de son territoire.
Margaret Odius (マルグレット・オディウス, Maruguretto Odiusu)
Voix japonaise : Yūko Kaida,
Une jeune femme de 25 ans dirigeant les magiciennes de Villar Constance. Elle était l'aînée de Siluca lorsqu'elles étaient encore étudiantes. Margaret est originaire de Dartania. Elle a sacrifié sa vie pour Villar contre l'armée de Marrine.
Laura Hardley (ラウラ・ハードリー, Raura Hādorī)
Voix japonaise : Chika Anzai,
Une jeune femme spécialisée dans les magies de mouvement, elle a également prêté allégeance à Villar Constance.
Helga Pialoza (ヘルガ・ピアロザ, Heruga Piaroza)
Voix japonaise : Yumi Uchiyama,
Elle a étudié les magies de vie à l'Académie, elle avait aussi conclu un pacte avec Villar.
Colleen Messala (コリーン・メッサーラ, Korīn Messāra)
Voix japonaise : Kaede Hondo,
Spécialiste en magies de renforcement, elle servait également Villar.
Milza Kuces (ミルザー・クーチェス, Miruzā Kūchesu)
Voix japonaise : Wataru Hatano,
Le prince de Dartania, une nation insulaire dont la mer la sépare de d'Altirk. Il est un ami de Villar qui a parcouru le continent d'Atlatan depuis cinq ans. Il n'aime pas les gens qui manquent d'ambition, surtout pour ceux qui, à ses yeux, ont abandonné. Il a été tué par Theo.
Serge Constance (セルジュ・コンスタンス, Seruju Konsutansu)
Voix japonaise : Hiro Shimono
Le comte de Regalia, et le cadet de Villar, connu sous le nom du « Comte fuyard ». Il est l'héritier de la lignée des Constance jusqu'à qu'il cède sa place à son jeune frère, le vicomte Igor, en faveur du nom de sa mère, Stelea.

## Productions et supports

### Light novel
Issu d'une collaboration entre l'auteur Ryō Mizuno et l'illustratrice Miyū, le premier light novel de Grancrest Senki a été publié par Fujimi Shobo sous sa marque de publication Fujimi Fantasia Bunko le 20 août 2013. Le dixième et dernier volume de la série a été publié le 20 mars 2018.
Un volume spin-off, intitulé Grancrest Adept: Mushoku no seijo, soen no kenshi (グランクレスト・アデプト 無色の聖女、蒼炎の剣士, Gurankuresuto Adeputo: Mushoku no seijo, soen no kenshi), est également publié par Fujimi Shobo le 20 septembre 2013. Celui-ci est écrit par Notane Kaki avec la supervision de Ryō Mizuno et des illustrations de Ayumu Kasuga.

#### Liste des tomes

##### Grancrest Senki
| no | Japonais                                                 | Japonais         | Japonais          |
| no | Titre                                                    | Date de sortie   | ISBN              |
| -- | -------------------------------------------------------- | ---------------- | ----------------- |
| 1  | Niji no majo Shirūka (虹の魔女シルーカ)                  | 20 août 2013     | 978-4-0407-1114-0 |
| 2  | Tokoyami no jōshu, jinrō no joō (常闇の城主、人狼の女王) | 20 décembre 2013 | 978-4-0471-2978-8 |
| 3  | Hakua no kōshi (白亜の公子)                              | 19 juillet 2014  | 978-4-0407-0199-8 |
| 4  | Shikkoku no kōjō (漆黒の公女)                            | 20 janvier 2015  | 978-4-0407-0200-1 |
| 5  | Shisutina no kaihōsha (Jō) (システィナの解放者(上))      | 18 juillet 2015  | 978-4-0407-0650-4 |
| 6  | Shisutina no kaihōsha (Ge) (システィナの解放者(下))      | 19 décembre 2015 | 978-4-0407-0649-8 |
| 7  | Futatsu no michi (ふたつの道)                            | 20 mai 2016      | 978-4-0407-0885-0 |
| 8  | Ketsui no senjō (決意の戦場)                             | 19 novembre 2016 | 978-4-0407-0886-7 |
| 9  | Kessen no toki (決戦の刻)                                | 20 octobre 2017  | 978-4-0407-0887-4 |
| 10 | Shiso kōtei Teo (始祖皇帝テオ)                           | 20 mars 2018     | 978-4-0407-2648-9 |

##### Grancrest Adept: Mushoku no seijo, soen no kenshi
| no | Japonais          | Japonais          |
| no | Date de sortie    | ISBN              |
| -- | ----------------- | ----------------- |
| 1  | 20 septembre 2013 | 978-4-8291-3941-7 |

### Manga
Dessinée par Makoto Yotsuba, une adaptation manga est lancée dans le magazine de prépublication de seinen manga de Hakusensha, Young Animal, le 10 juin 2016. Le dernier chapitre est publié dans le 13e numéro de 2019 du magazine, sorti le 26 juin 2019. Au total, sept volumes tankōbon sont édités entre juillet 2017 et août 2019.
En août 2019, Pika Édition a annoncé l'octroi de la licence du manga pour la version française, sous le titre Record of Grancrest War, dont le premier tome est sorti en octobre 2019,.

#### Liste des volumes
| no | Japonais         | Japonais          | Français         | Français          |
| no | Date de sortie   | ISBN              | Date de sortie   | ISBN              |
| -- | ---------------- | ----------------- | ---------------- | ----------------- |
| 1  | 28 février 2017  | 978-4-5921-4785-5 | 16 octobre 2019  | 978-2-8116-4666-0 |
| 2  | 27 octobre 2017  | 978-4-5921-4786-2 | 11 décembre 2019 | 978-2-8116-4667-7 |
| 3  | 26 décembre 2017 | 978-4-5921-4787-9 | 11 mars 2020     | 978-2-8116-4668-4 |
| 4  | 29 mai 2018      | 978-4-5921-4788-6 | 17 juin 2020     | 978-2-8116-5443-6 |
| 5  | 26 décembre 2018 | 978-4-5921-4789-3 | —                |                   |
| 6  | 29 mai 2019      | 978-4-5921-4790-9 | —                |                   |
| 7  | 29 août 2019     | 978-4-5921-4898-2 | —                |                   |

### Anime
Une adaptation en anime a été annoncée lors du Fantasia Bunko Daikanshasai en octobre 2016 qui a été confirmée plus tard être une série télévisée en mai 2017 par la création d'un site web dédié et dont la diffusion est prévue pour janvier 2018,,. Réalisé par Mamoru Hatakeyama au studio d'animation A-1 Pictures, l'anime est écrit par WriteWorks avec Ryō Mizuno et Shunsaku Yanō pour la configuration de la série, Hiroshi Yakō au niveau des chara-designs, Yoshikazu Iwanami pour la direction du son et Yugo Kanno compose la musique,. Composée de 24 épisodes, la série est  diffusée pour la première fois au Japon entre le 6 janvier et le 23 juin 2018 sur Tokyo MX, GYT, GTV et BS11, et un peu plus tard sur TVA et ABC,. Wakanim détient les droits de diffusion en simulcast de la série dans les pays francophones.
Les chansons des openings et des endings de la série sont réalisées et interprétées par Mashiro Ayano et ASCA,,,.

#### Liste des épisodes
| No                                                                          | Titre français                    | Titre japonais     | Titre japonais         | Date de 1re diffusion |
| No                                                                          | Titre français                    | Kanji              | Rōmaji                 | Date de 1re diffusion |
| --------------------------------------------------------------------------- | --------------------------------- | ------------------ | ---------------------- | --------------------- |
| 1                                                                           | Pacte                             | 契約               | Keiyaku                | 6 janvier 2018        |
| 2                                                                           | Ambition                          | 野心               | Yashin                 | 13 janvier 2018       |
| 3                                                                           | Étendard de guerre                | 戦旗               | Senki                  | 20 janvier 2018       |
| 4                                                                           | Décision                          | 決断               | Ketsudan               | 27 janvier 2018       |
| 5                                                                           | La Forêt des ténèbres éternelles  | 常闇の森           | Tokoyami no mori       | 3 février 2018        |
| 6                                                                           | Marche                            | 進軍               | Shingun                | 10 février 2018       |
| 7                                                                           | Le Gentilhomme de craie           | 白亜の公子         | Hakua no kōshi         | 17 février 2018       |
| 8                                                                           | L'assemblée entre dans la danse   | 会議は踊る         | Kaigiha odoru          | 24 février 2018       |
| 9                                                                           | La dame tout de noir vêtue        | 漆黒の公女         | Shikkoku no kōjo       | 3 mars 2018           |
| 10                                                                          | Le Glaive félon                   | 裏切りの刃         | Uragiri no ha          | 10 mars 2018          |
| 11                                                                          | La Chute du Château de la Licorne | 一角獣成、落つ     | Ikkakujū-jō, otsu      | 17 mars 2018          |
| 11.5                                                                        | Rappel                            | 追想               | Tsuisō                 | 24 mars 2018          |
| Il s'agit d'un récapitulatif des onze précédents épisodes narré par Siluca. |                                   |                    |                        |                       |
| 12                                                                          | Fondation de la coalition         | 条約結成           | Jōyaku kessei          | 1er avril 2018        |
| 13                                                                          | Vers les terres natales           | 故郷へ             | Kokyō e                | 7 avril 2018          |
| 14                                                                          | Le Libérateur de Sistina          | システィナの解放者 | Shisutina no kaihō-sha | 14 avril 2018         |
| 15                                                                          | Retour                            | 帰還               | Kikan                  | 21 avril 2018         |
| 16                                                                          | Avant-poste                       | 前哨               | Zenshō                 | 28 avril 2018         |
| 17                                                                          | Deux grands hommes                | 両雄               | Ryōyū                  | 5 mai 2018            |
| 18                                                                          | Dirigeant                         | 盟主               | Meishu                 | 12 mai 2018           |
| 19                                                                          | L'Éveil du Prince                 | 公子覚醒           | Kōshi kakusei          | 19 mai 2018           |
| 20                                                                          | La Bataille des Trois Puissances  | 三勢力会戦         | San seiryoku kaisen    | 26 mai 2018           |
| 21                                                                          | La Purge                          | 粛清               | Shukusei               | 2 juin 2018           |
| 22                                                                          | Le Calice                         | 聖杯               | Seihai                 | 9 juin 2018           |
| 23                                                                          | Murailles                         | 城壁               | Jōheki                 | 16 juin 2018          |
| 24                                                                          | Le Grancrest                      | 皇帝聖印           | Gurankuresuto          | 23 juin 2018          |

#### Musiques
| Générique | Début   | Début    | Début         | Fin     | Fin          | Fin           |
| Générique | Épisode | Titre    | Artiste       | Épisode | Titre        | Artiste       |
| --------- | ------- | -------- | ------------- | ------- | ------------ | ------------- |
| 1         | 1 - 12  | starry   | Mashiro Ayano | 2 - 12  | PLEDGE       | ASCA          |
| 2         | 13 - 24 | Rin (凛) | ASCA          | 13 - 24 | Shōdō (衝動) | Mashiro Ayano |

### Jeux vidéo
Le 5 mars 2018, Bandai Namco Entertainment a annoncé l'adaptation de la série en un jeu vidéo lors de la diffusion en direct d'un programme dédié. Le jeu se présente sous la forme d'un T-RPG à un joueur disposant du même scénario que l'anime, le joueur prend le rôle de Theo, et d'autres personnages tels que Siluca Meletes, Irvin, Aishela et Priscilla,. Celui-ci est sorti sur la PlayStation 4 au Japon le 14 juin 2018. Le groupe Aqua Timez interprète la chanson thème du jeu intitulée Takaga 100-Nen no (たかが100年の).
Lors de l'« Émission spéciale du jeu officiel de Grancrest Senki » du 5 mars 2018, Bandai Namco Entertainment a également annoncé un jeu vidéo pour les appareils Android et iOS. Intitulé Grancrest Senki: Quartet Conflict (グランクレスト戦記 戦乱の四重奏, Gurankuresuto Senki: Senran no Quartet, litt. « Le Quatuor de la Guerre »), il s'agit d'un jeu mobile de type Action-RPG free-to-play avec des micro-transactions pour des objets, la possibilité au joueur de mettre en place un groupe de quatre personnages et de passer de l'un à l'autre en cours de partie pour pouvoir réaliser des combos et déclencher diverses attaques consécutives. Une partie de l'histoire de Quartet Conflict reprend celle de la série d'animation et de l'histoire origine mais avec aussi une partie originale. Une pré-inscription a eu lieu au Japon avant sa sortie officielle le 7 juin 2018,. Annoncée en septembre 2018, une version anglaise est lancée le 31 octobre de la même année. En avril 2019, il a été annoncé que le jeu mobile ne serait plus disponible dans le monde entier à partir du 20 juin 2019.

### Annotations
1. ↑  La série est programmée pour la nuit du 5 janvier 2018 à 24 h 0, soit le 6 janvier à 0 h 0 JST.

### Sources
1. 1 2 3  (en) « Ryo Mizuno's Record of Grancrest War Light Novel Series Gets Anime », sur Anime News Network, 22 octobre 2016 (consulté le 27 décembre 2017)
2. 1 2  (ja) « 皇帝聖印をめぐる水野良「グランクレスト戦記」がマンガに！アニマルで開幕 », sur natalie.mu,‎ 10 juin 2016 (consulté le 27 décembre 2017)
3. 1 2  (en) Crystalyn Hodgkins, « Makoto Yotsuba's Record of Grancrest War Manga Ends on June 28 : Manga based on Ryo Mizuno's light novel series launched in 2016 », sur Anime News Network, 16 juin 2019 (consulté le 16 juin 2019)
4. 1 2  « Pika nous présente le manga Record of Grancrest War », sur manga-news.com, 23 août 2019 (consulté le 23 août 2019)
5. 1 2  « RECORD OF GRANCREST WAR DANS LA COLLECTION PIKA SEINEN : Dès le 16 octobre, partez en quête du Grancrest avec Siluca et Theo pour détruire le Chaos ! », sur Pika Édition, 23 août 2019 (consulté le 23 août 2019)
6. 1 2  (en) « Record of Grancrest War Anime Premieres January 5 », sur Anime News Network, 12 décembre 2017 (consulté le 27 décembre 2017)
7. 1 2  (ja) « On Air », sur Site officiel (consulté le 27 décembre 2017)
8. 1 2  (en) Joseph Luster, « "Record of Grancrest War" Strategy-RPG Announced for PlayStation 4 : First trailer and TV spot debut ahead of June 14 Japanese launch », sur Crunchyroll, 5 mars 2018 (consulté le 7 mars 2018)
9. 1 2  (ja) ゲーム「グランクレスト戦記」公式 (@grancrest_game), « アプリ『グランクレスト戦記 戦乱の四重奏』App Store/Google Playにて配信開始いたしました。 », sur Twitter,‎ 7 juin 2018 (consulté le 22 juin 2018)
10. 1 2 3 4 5 6 7 8 9 10 11 12 13 14 15 16 17 18 19 20 21 22 23  (ja) « STAFF&CAST », sur Site officiel (consulté le 27 décembre 2017)
11. 1 2  (ja) « スタッフ＆メインキャスト情報を解禁しました！ », sur Site officiel,‎ 30 mai 2017 (consulté le 27 décembre 2017)
12. 1 2 3 4 5 6 7 8 9  (ja) « メインキャラクターのキャストを発表！ », sur Site officiel,‎ 28 juin 2017 (consulté le 27 décembre 2017)
13. 1 2  (ja) TVアニメ「グランクレスト戦記」公式 (@grancrest_anime), « 【キャスト追加発表！】 », sur Twitter,‎ 23 août 2017 (consulté le 23 juin 2018)
14. 1 2 3  (en) « Record of Grancrest War Anime Reveals 2nd Promo Video, New Visual, 3 More Cast Members », sur Anime News Network, 21 octobre 2017 (consulté le 27 décembre 2017)
15. 1 2 3 4  (ja) TVアニメ「グランクレスト戦記」公式 (@grancrest_anime), « 【追加キャスト発表！】 », sur Twitter,‎ 23 août 2017 (consulté le 23 juin 2018)
16. ↑  (ja) « 「ただ離婚してないだけ」最終回！…だけど「もう1巻分だけ続く」 », sur natalie.mu,‎ 29 mai 2019 (consulté le 4 juin 2019)
17. 1 2  (en) « Lodoss Creator's Record of Grancrest War Anime Announces Cast, Staff, January Debut », sur Anime News Network, 30 mai 2017 (consulté le 27 décembre 2017)
18. ↑  Yuki-Jade, « Une adaptation animée pour le light novel Record of Grancrest : De Ryô Mizuno ! », sur Crunchyroll, 24 octobre 2017 (consulté le 27 décembre 2017)
19. ↑  (en) « Record of Grancrest War Anime Listed With 24 Episodes », sur Anime News Network, 20 janvier 2018 (consulté le 21 janvier 2018)
20. ↑  ❃Lilly❃, « VOS NOUVELLES SÉRIES DE CET HIVER 2018 SUR WAKANIM.TV ! », sur Wakanim, 7 décembre 2017 (consulté le 27 décembre 2017)
21. ↑  (ja) « OP主題歌が綾野ましろ「starry」に決定！ », sur Site officiel,‎ 3 novembre 2017 (consulté le 27 décembre 2017)
22. ↑  (ja) « ED主題歌がASCA「PLEDGE」に決定！ », sur Site officiel,‎ 30 novembre 2017 (consulté le 27 décembre 2017)
23. 1 2  (ja) « MUSIC », sur Site officiel (consulté le 27 décembre 2017)
24. 1 2  (ja) « 後期主題歌情報を公開！ », sur Site officiel,‎ 2 mars 2018 (consulté le 2 mars 2018)
25. ↑  (ja) « 1stクールと2ndクールを繋ぐ、第11.5話放送決定！ », sur Site officiel,‎ 17 mars 2018 (consulté le 16 mars 2018)
26. ↑  (en) « Bandai Namco Unveils Record of Grancrest War PS4 RPG : Tactical RPG features Aqua Timez theme song », sur Anime News Network, 5 mars 2018 (consulté le 5 mars 2018)
27. ↑  (ja) « SPEC », sur Site officiel (consulté le 5 mars 2018)
28. ↑  (ja) Bandai Namco Entertainment, « PS4「グランクレスト戦記」第1弾プロモーション映像 », sur YouTube,‎ 4 mars 2018 (consulté le 5 mars 2018)
29. ↑  (ja) てけおん, « アプリ『グランクレスト戦記 戦乱の四重奏』のキャラクター案を募集。採用者にはプレゼントも！ », sur Dengeki Online, Kadokawa Corporation,‎ 5 mars 2018 (consulté le 7 mars 2018)
30. ↑  (en) Sal Romano, « Record of Grancrest War: Quartet of War announced for smartphones : Action RPG due out in 2018 in Japan », sur gematsu.com, 5 mars 2018 (consulté le 7 mars 2018)
31. ↑  (en) Joseph Luster, « "Record of Grancrest War: Quartet of War" Brings the Battle to Mobile : Pre-registrations are live in Japan for free-to-play action-RPG », sur Crunchyroll, 6 mars 2018 (consulté le 7 mars 2018)
32. ↑  (en) Crystalyn Hodgkins, « Bandai Namco Ent. Reveals Record of Grancrest War: Quartet Conflict Smartphone Game : Free-to-play game based on Ryo Mizuno's novel series debuts this fall in English », sur Anime News Network, 4 septembre 2018 (consulté le 5 septembre 2018)
33. ↑  (en) Crystalyn Hodgkins, « Record of Grancrest War: Quartet Conflict Smartphone Game Launches in English : Bandai Namco Ent. streams launch trailer », sur Anime News Network, 1er novembre 2018 (consulté le 1er novembre 2018)
34. ↑  (en) Crystalyn Hodgkins, « Record of Grancrest: Quartet Conflict Smartphone Game Shuts Down in June : Game launched in English on October 31 », sur Anime News Network, 22 avril 2019 (consulté le 22 avril 2019)

### Œuvres
Édition japonaise
Light novel
Grancrest Senki
1. 1 2  (ja) « グランクレスト戦記 01 », sur Fujimi Shobo (consulté le 27 décembre 2017)
2. 1 2  (ja) « グランクレスト戦記 02 », sur Fujimi Shobo (consulté le 27 décembre 2017)
3. 1 2  (ja) « グランクレスト戦記 03 », sur Fujimi Shobo (consulté le 27 décembre 2017)
4. 1 2  (ja) « グランクレスト戦記 04 », sur Fujimi Shobo (consulté le 27 décembre 2017)
5. 1 2  (ja) « グランクレスト戦記 05 », sur Fujimi Shobo (consulté le 27 décembre 2017)
6. 1 2  (ja) « グランクレスト戦記 06 », sur Fujimi Shobo (consulté le 27 décembre 2017)
7. 1 2  (ja) « グランクレスト戦記 07 », sur Fujimi Shobo (consulté le 27 décembre 2017)
8. 1 2  (ja) « グランクレスト戦記 08 », sur Fujimi Shobo (consulté le 27 décembre 2017)
9. 1 2  (ja) « グランクレスト戦記 09 », sur Fujimi Shobo (consulté le 27 décembre 2017)
10. 1 2  (ja) « グランクレスト戦記 10 », sur Fujimi Shobo (consulté le 10 mars 2018)

Grancrest Adept
1. 1 2  (ja) « グランクレスト・アデプト 無色の聖女、蒼炎の剣士 », sur Fujimi Shobo (consulté le 27 décembre 2017)

Manga
1. 1 2  (ja) « グランクレスト戦記　1 », sur Hakusensha (consulté le 27 décembre 2017)
2. 1 2  (ja) « グランクレスト戦記　2 », sur Hakusensha (consulté le 27 décembre 2017)
3. 1 2  (ja) « グランクレスト戦記　3 », sur Hakusensha (consulté le 27 décembre 2017)
4. 1 2  (ja) « グランクレスト戦記　4 », sur Hakusensha (consulté le 30 avril 2018)
5. 1 2  (ja) « グランクレスト戦記　5 », sur Hakusensha (consulté le 30 avril 2018)
6. 1 2  (ja) « グランクレスト戦記　6 », sur Hakusensha (consulté le 22 avril 2019)
7. 1 2  (ja) « グランクレスト戦記　7 », sur Hakusensha (consulté le 16 juin 2019)

Édition française
Manga
1. 1 2  « Record of Grancrest War T01 », sur Pika Édition (consulté le 23 août 2019)
2. 1 2  « Record of Grancrest War T02 », sur Pika Édition (consulté le 2 novembre 2019)
3. 1 2  « Record of Grancrest War T03 », sur Pika Édition (consulté le 24 mars 2020)
4. 1 2  « Record of Grancrest War T04 », sur Pika Édition (consulté le 24 mars 2020)